# Сражение у Литл-Роб-Крика
Сражение у Литл-Роб-Крика (англ. Battle of Little Robe Creek) — сражение между команчами с одной стороны, и техасскими рейнджерами и индейскими скаутами — с другой, которое произошло 11 мая 1858 года на Индейской территории.
Весной 1858 года капитан Джон Форд возглавил объединённые силы из 102 техасских рейнджеров и 113 индейских скаутов из резервации Бразос в походе против команчей. Обнаружив большой лагерь команчей на северном берегу реки Канейдиан-Ривер, он атаковал его. Рейнджеры и скауты захватили лагерь и бой превратился в столкновение между небольшими группами и отдельными бойцами. Через некоторое время к команчам прибыло подкрепление из соседнего стойбища, но в итоге индейцы были вынуждены отступить.
Хотя в Техасе поход Форда был провозглашён большой победой, он нарушил федеральный закон Соединённых Штатов, который запрещал подобное вторжение на Индейскую территорию, и ознаменовал значительную эскалацию столкновений с индейцами. Нападение Форда показало команчам, что земли к северу от реки Ред-Ривер теперь не безопасны для них.

## Предыстория
В феврале 1845 года Конгресс США принял закон о приёме Техаса в состав Соединённых Штатов. В отличие от других штатов, Техас был независимой республикой и договор о присоединении сохранил в нём все общественные земли. Это означало, что федеральное правительство не имело возможности распоряжаться землёй в новом штате, и следовательно, не могло зарезервировать территории для создания индейских резерваций. После аннексии Техаса его жители потребовали от американских властей выселения местных племён за пределы штата. Индейцы, в свою очередь, продолжали сопротивляться появлению новых поселений на фронтире и настаивали на проведении границы, которую белые не смогут пересекать без их разрешения. Этого правительство США не могло сделать, не нарушив при этом договора о присоединении и техасских законов, как не могло оно и предотвратить проникновение евроамериканских поселенцев на индейские земли. Многие жители фронтира ликовали, узнав, что теперь их проблемы с индейцами будет решать американская армия. Мало кто из них мог предвидеть, что война с кочевниками Великих равнин будет продолжаться ещё 30 лет.
Несмотря на условия договора о присоединении Техаса, федеральные власти выслали комиссионеров для заключения соглашений о мире с индейскими племенами. В январе 1846 года они провели переговоры с лидерами кичай, кэддо, тонкава и уичита. Через три месяца вожди пенатека-команчей также встретились с комиссионерами и подписали договор о мире и дружбе. В нём они признавали суверенитет Соединённых Штатов и соглашались не пересекать линию поселений, торговать только с лицензированными торговцами, выдавать преступников по требованию американских властей, вернуть белых пленников и украденных лошадей, помогать пресекать незаконную торговлю оружием и спиртными напитками. Но договор с пенатека был нарушен ещё до того, как его подписал президент США. Федеральные власти не могли помешать белым поселенцам проникать на индейские земли, и техасский фронтир неуклонно продолжал двигаться на запад, к тому же правительство штата активно поддерживало это продвижение. Команчи же не остановили свои рейды на поселения евроамериканцев и отказывались возвращать пленников и угнанных лошадей.
30 мая 1854 года Франклин Пирс подписал закон Канзас-Небраска, выделив два новых региона из прежней Индейской территории и открыв их для белых поселенцев. Наплыв белых людей на новые территории и увеличение их числа на дорогах Дикого Запада, исчезновение дичи и распространение евразийских эпидемий — всё это привело к новым конфликтам с индейцами Великих равнин. Небольшая американская армия не могла справиться с таким количеством набегов. 3 марта 1855 года Конгресс США принял закон о создании двух кавалерийских полков. В августе 1-й кавалерийский полк под командованием полковника Эдвина Самнера был переведён в форт Ливенворт, а 2-й полк, который возглавил полковник Альберт Сидни Джонстон, формировался специально для Техаса. Летом 1857 года 2-й полк участвовал в нескольких боях с враждебными индейцами, вынудив их оставить пограничные селения в покое на некоторое время.

## Возвращение рейнджеров
Начало 1858 года стало особенно кровопролитными на техасском фронтире. Рейды враждебных индейцев не прекращались. За десять недель зимы 1857—1858 годов налётчики убили семерых поселенцев, похитили одного мальчика и угнали около 600 лошадей. Уже в первой половине января губернатор штата Хардин Раннелс сообщал о разорениях в четырёх округах Техаса. В период с 1 января по 8 февраля было совершено 20 набегов вдоль линии от округа Джэк на севере до Чероки-Крик на юге. Весной в округе Браун были убиты ещё 5 жителей и угнаны 32 лошади.
Первый президент Республики Техас Сэм Хьюстон, выступая в Сенате США, потребовал от федеральных властей создания специальных подразделений рейнджеров, которые, по его мнению, действовали бы намного эффективнее крупных сил американской армии. Враждебность техасцев к индейцам достигла апогея, и жители штата требовали карательных мер против племён, совершающих набеги на фронтире. Но многие офицеры армии США считали, что кампании рейнджеров провоцировали индейцев на ответные меры, которые приносили ещё большие разрушения и препятствовали усилиям американского правительства по заключению мира с враждебными племенами.
Попытка военных США разгромить быстрые и неуловимые индейские отряды провалилась. Губернатор Раннелс потребовал от американских властей усилить оборону штата и лично обратился к генералу Дэвиду Твиггсу с просьбой о помощи. Легислатура Техаса не стала ждать, пока федеральные войска вновь будут способны решить проблему фронтира, и распорядилась о наборе сотни рейнджеров, выделив 70 тысяч долларов. Раннелс своим указом утвердил формирование специального подразделения рейнджеров. Командование им он поручил капитану Джону Форду, бывшему врачу, ветерану Американо-мексиканской войны, члену легислатуры штата и индейскому агенту. Форд получил приказ отыскать любых враждебных индейцев и покарать их.

## Сражение
Собрав отряд из 102 опытных рейнджеров, Форд отправился в индейскую резервацию Бразос, где дополнил свои силы ещё 113 скаутами. Индейские воины были в основном из племени тонкава, но среди них также находились кэддо, анадарко, вако, кичай, делавары и шауни. Многие из скаутов являлись традиционными врагами команчей и были рады участвовать в походе против них. Отряд был отлично снаряжён, у каждого имелась хорошая винтовка и один или два револьвера Кольта. 22 апреля 1858 года Форд выступил из Кэмп-Раннелса и направился на север, сопровождаемый индейскими союзниками. В его распоряжении имелись два фургона, санитарная повозка и 15 вьючных мулов. Некоторые из скаутов двигались пешими, обследуя местность в поисках следов команчей. Достигнув долины реки Уошито, экспедиция обнаружила тропу, оставленную травуа, и пошла по ней. 10 мая скауты увидели команчей, преследующих бизонов, и сообщили об этом своему командиру.
Рейнджеры и скауты преследовали врага во всех направлениях. Команчи время от времени останавливались и пытались занять оборону, однако их усилия были тщетны, им приходилось всякий раз уступать землю нашим людям. Шум сражения откатился от реки, стоны умирающих, крики испуганных женщин и детей смешались со звуками выстрелов и возгласами мужчин...
Оставив небольшую охрану у фургонов, Форд осторожно двинулся вперёд, держась оврагов и низин. Поздним вечером он разбил лагерь, запретив разжигать костры. На рассвете 11 мая рейнджеры и скауты после быстрого короткого марша миновали гряду Антилоп-Хилс, возвышавшуюся над поймой излучины Канейдиан-Ривер. Там они нашли и быстро захватили небольшой индейский лагерь из 5 типи. Двое обитателей лагеря смогли ускользнуть к большому стойбищу, видневшемуся на северном берегу реки. Не теряя времени, Форд бросился преследовать беглецов. Индейское селение располагалось в изгибе реки Литл-Роб-Крик, неподалёку от её впадения в широкое русло Канейдиан-Ривер. Оказавшись на северном берегу реки, командир отряда остановился, чтобы организовать нападение. Командующий скаутами Шапли Росс разместил своих людей между стойбищем и рекой, а Форд выстроил рейнджеров для кавалерийской атаки. Затем он подал сигнал и его отряд ринулся на лагерь команчей.
Пока рейнджеры уничтожали лагерь, их индейские союзники устремились за одиноким вождём команчей. Вождь оказался равнодушным к граду пуль, которым его осыпали. Он сделал круг и издал боевой клич — команч остался совершенно невредимым, пули не причинили ему никакого вреда. Скауты продолжили стрелять в него, пока он не рухнул на землю. Позже, когда сражение завершилось, его труп был осмотрен рейнджерами, которые обнаружили под бизоньей накидкой старинный испанский панцирь. Так погиб известный лидер команчей Железная Куртка. Часть кольчуги позднее вручили губернатору Раннелсу.
Несколькими километрами выше по Канейдиан-Ривер находился ещё один лагерь команчей. Услышав стрельбу, они поспешили на выручку своим соплеменникам. Столкнувшись с массированной огневой мощью рейнджеров и скаутов, команчи не стали атаковать их, продолжая держаться на расстоянии. Форд также не стал нападать на вновь прибывших индейцев, лишь несколько скаутов вступили в небольшую перестрелку с ними. Техасцы полностью разрушили захваченный лагерь — все палатки и бизоньи шкуры были сожжены, а различная утварь уничтожена. Покончив со стойбищем, Форд повёл своих людей обратно в Техас.

## Последствия
Форд утверждал, что были убиты 76 команчей, среди которых, несомненно, находились женщины и дети. Потери рейнджеров составили двое убитых и двое раненых. Лагерь был полностью уничтожен; кроме того, рейнджеры захватили 18 пленных и более 300 лошадей.
Разгром команчей вызвал бурный восторг жителей Техаса. Сражение у Литл-Роб-Крика показало возможность проникновения американских сил в самое сердце страны команчей. Оно также предопределило метод ведения войны против индейцев Великих равнин: атаковать любой индейский лагерь, который удавалось отыскать, независимо от признаков вины; нанести быстрый удар без предупреждения, не давая шанса его обитателям сдаться; и безжалостно убивать всех индейцев вне зависимости от возраста и пола. Успех Форда унизил федеральные войска и указал на их неспособность защитить фронтир. Действия техасских рейнджеров, искавших налётчиков в их собственной стране и наносивших там по ним удар, подвигли офицеров армии США изменить политику федеральных сил.
Поражение команчей у Литл-Роб-Крика мало повлияло на их тактику. Вместе со своими союзниками кайова они продолжили набеги на пограничные поселения в Техасе. Губернатор Раннелс вновь был вынужден обратиться к американскому правительству с просьбой о защите фронтира. В июле 1858 года генерал Твиггс написал письмо в Военное министерство США, предлагая направить на территорию враждебных индейцев две экспедиции. Осенью того же года на Индейскую территорию было отправлено войско под руководством бревет-майора Эрла Ван Дорна.